# Caecum jonatani
Caecum jonatani is een slakkensoort uit de familie van de Caecidae. De wetenschappelijke naam van de soort is voor het eerst geldig gepubliceerd in 2007 door Espinosa, Ortea & Fernandez-Garcés.